# Харківська міська громадська організація інвалідів Соціально-реабілітаційний центр незрячих

## Історія створення
Харківська міська громадська організація інвалідів «Соціально-реабілітаційний центр незрячих» була заснована інвалідами зору 12 грудня 2000 року. Основною метою створення було сприяння людям з вадами зору у якісній і повноцінній інтеграції у суспільство, сприянні підвищення їх соціальної активності та конкурентоздатності на ринку праці. Організація не ставила на меті протиставити себе Українському товариству сліпих, зосереджуючись на конструктивному партнерстві.

## Проєкти організації

### 2000 рік
Наприкінці 2000 року громадська організація взяла участь у конкурсі соціальних проєктів, що був оголошений Харківською міською радою. Проєкт соціальної реабілітації сліпих переміг у конкурсі, організація уклала договір про партнерство і додаткове фінансування свого проєкту. Це дозволило з 2000 року розпочати навчання сліпих людей роботі на комп'ютерах із спеціальним програмним забезпеченням.

### 2001 рік
Громадська організація взяла участь у конкурсі «День інноваційних ідей», що був оголошений Світовим банком. Перемога у першому турі, презентація проєкту у Києві і перемога у фіналі! Організація отримала грант Світового банку на реалізацію проєкту соціальної реабілітації незрячих. В рамках проєкту було закуплене обладнання, розпочалися групові заняття з навчання сліпих людей роботі на ПК, консультації психолога та юриста, була створена бібліотека сканованої навчальної та наукової літератури, якою користувались незрячі студенти та аспіранти. Також була надана можливість роботі на облаштованих комп'ютерах Центру всім бажаючим інвалідам зору, які не мали такої можливості вдома, на роботі або у навчальному закладі. Проєкт реалізовувався за підтримки Світового банку та Харківської міської ради.

### 2002 рік
Завдяки успішній реалізації проєкту за підтримки Світового банку, організацію було обрано для візиту директора Світового банку у Східній Європі Луки Барбоне. Свій візит до України Лука Барбоне розпочав із зустрічі з тодішнім Президентом України Леонідом Кучмою, а потім разом із посадовцями Кабінету Міністрів України та Харківської обласної державної адміністрації відвідав Соціально-реабілітаційний центр незрячих у Харкові.

### 2003 рік
Продовження реалізації проєкту соціальної реабілітації незрячих у місті Харкові за підтримки Харківської міської ради. Комп'ютерні курси для незрячих проходять у групах по 6-8 осіб. Претендентів на навчання залишається значно більше, ніж спроможність організації навчати.

### 2004 рік
Організація продовжує свою діяльність у партнерстві з міською радою, керівник організації — Москалець Сергій Дмитрович, у складі делегації громадських діячів Харківщини відвідує Швецію, де вивчає досвід соціального захисту людей з інвалідністю. Навчання було організоване в рамках реалізації проєкту Українського фонду соціальних інвестицій, заснованого урядом України та Світовим банком.

### 2005—2007 роки
Продовження діяльності організації у партнерстві з Харківською міською радою. Перехід на часткове фінансування проєкту із міського бюджету через органи державного казначейства.

### 2008 рік
Початок реалізації в місті Харкові інноваційного проєкту супроводження людей з вадами зору у місті, транспорті, закладах та установах із залученням харківських безробітних як супроводжуючих. Проєкт реалізується спільно з Харківською міською радою та обласним і районними центрами зайнятості. Фахівцями Соціально-реабілітаційного центру незрячих розробляється методичний посібник, за яким відбувається підготовка майбутніх соціальних працівників — супроводжуючих. Укладені договори на організацію оплачуваних громадських робіт з усіма районними центрами зайнятості міста Харкова (дев'ять центрів).
Спосіб вирішення проблеми та соціальний ефект від проєкту були настільки значними, що методикою організації служби супроводження зацікавились у багатьох регіонах країни, діяльність служби супроводження висвітлювалась національними та іноземними засобами масової інформації, зокрема, Росії.

### 2009—2012 роки
Продовження реалізації проєктів у партнерстві з Харківською міською радою та службами зайнятості. Кількість соціальних працівників на щоденних маршрутах супроводження щороку зростає. Крім супроводження людей з вадами зору, за пропозицією муніципалітету, організація направляє безробітних харків'ян на допомогу у прибиранні територій міста, до територіальних центрів обслуговування громадян та управлінь соціального захисту громадян районних адміністрацій. Фахівці Центру беруть активну участь у громадському житті міста, нарадах різних рівнів. Керівник організації — Москалець Сергій Дмитрович, входить до складу комітету забезпечення доступності маломобільних груп населення Харківської міської ради.

### 2013 рік
Для більш ефективного представлення та лобіювання інтересів незрячих на національному рівні, громадська організація разом з партнерами інших регіонів України заснувала громадську спілку "Ліга організацій осіб з інвалідністю по зору «Сучасний погляд». ХМГОІ «Соціально-реабілітаційний центр незрячих» у спілці представляє юрист організації Дубов Микола Михайлович.
Організація продовжує реалізацію всіх своїх проєктів.

### 2014 рік
Через незадовільне забезпечення інвалідів зору засобами реабілітації, в тому числі через економічну кризу та події на сході країни, громадська організація заснувала підприємство об'єднання громадян «Лемур», на яке покладається завдання організації постачання в Україну і продаж із доставкою в усі регіони України спеціалізованих пристроїв та прилаштування для інвалідів зору. Відкрито інтернет-магазин для незрячих. Сайт магазину розробляється силами громадської організації та повністю адаптований для самостійної навігації та здійснення замовлень інвалідами зору навіть із повною сліпотою. Крім засобів реабілітації підприємство «Лемур» займається постачанням засобів забезпечення доступності середовища для сліпих та слабозорих осіб, такими як тактильна плитка та індикатори. Все більше державних установ адаптуються для безпечного користування незрячими людьми.
Харківський соціально-реабілітаційний центр незрячих продовжує свою діяльність попри повну відсутність фінансування проєктів із міського бюджету та відсутності спонсорських надходжень.

### 2015 рік
Продовжується реалізація всіх проєктів, за підтримки громади започаткований новий проєкт створення якісного синтезатора українського мовлення. Такий синтезатор міг би використовуватись у різного роду пристроях та комп'ютерній техніці для забезпечення мовного інтерфейсу для незрячих користувачів. Іде збір коштів, запис фонограм, робота досвідченого програміста над створенням україномовного голосу.

### 2016 рік
На базі ГО «Соціально-реабілітаційний центр незрячих» продовжує функціонувати служба супроводження людей з вадами зору.
Проєкт створення синтезатора українського мовлення успішно реалізовано. Вже тестова версія синтезатора Анатоль, що був розроблений Ольгою Яковлєвою за допомоги фахівців організації, якісно переважає більшість україномовних синтезаторів минулих років. Анатоль працює під ОС Android і Windows.